# Ідеальний злочин (фільм, 1989)
«Ідеальний злочин» (рос. «Идеальное преступление») — радянський фантастичний художній фільм 1989 року, знятий на Кіностудії ім. М. Горького. Екранізація повісті Зиновія Юр'єва «Повна переробка».

## Сюжет
Фабриканта Ланса Гереро на підставі неспростовних доказів звинувачують у вбивстві дівчини. Однак молодий адвокат Рондол ще сподівається викрити злочинців, що займаються фабрикацією помилкових доказів, позбавляючи своїх замовників від конкурентів…

## У ролях
- Олена Проклова —  Одрі Ламонт
- Володимир Стєклов —  Берман
- Олександр Вокач —  професор Ламонт, батько Одрі
- Георгій Дрозд —  Оуен Банафонте
- Ремігіюс Сабуліс —  адвокат Рондол
- Вітаутас Паукште —  суддя Івамо
- Улдіс Вейспал —  Менінг
- Ромуалдс Анцанс —  Ланс Гереро
- Георгій Піцхелаурі —  Френк
- Олена Валаєва —  жінка в блакитному плащі
- Олександр Новиков —  співробітник поліції
- Алла Плоткіна —  Джин Уїшнік

## Знімальна група
- Режисер — Ігор Вознесенський
- Сценарист — Зиновій Юр'єв
- Оператор — Анатолій Буравчиков
- Композитор — Марк Мінков
- Художники — Фелікс Ростоцький, Євген Канєв